# Klaus Schneider (Feuerwehrmann)
Klaus Schneider (eigentlich Klaus-Eberhard Schneider; * 7. März 1940 in Gelsenkirchen-Buer) ist ein deutscher Jurist und Fachmann im Bereich des Brandschutzes.

## Leben
Schneider kam 1956 nach Hamm und war dort, bis zu seinem Ruhestand, als Vorsitzender Richter am Oberlandesgericht Hamm tätig. Seit 1967 gehörte er bis zu seinem Ruhestand der Freiwilligen Feuerwehr Hamm als Hauptbrandmeister an.
Klaus Schneider engagiert sich als Dozent am Institut der Feuerwehr im Bereich Recht und als Lehrbeauftragter an der Bergischen Universität in Wuppertal im Fachbereich Sicherheitstechnik mit dem Thema „Recht im Brandschutz“. Dieser Studiengang Brandschutz wurde auf seine Initiative 2004 eingeführt.
Nachdem der Landesfeuerwehrverband Ende 2009 in Insolvenz gegangen war, war Schneider maßgeblich bei dem Aufbau eines neuen Verbandes, dem Verband der Feuerwehren in Nordrhein-Westfalen, beteiligt und war 2009–2010 deren Vorsitzender. Zuvor war er bei dem Landesfeuerwehrverband NRW 1981 bis 1999 Vorsitzender.
Zusammen mit Uli Barth (Fachgebiet Methoden der Sicherheitstechnik/Unfallforschung) und Hans Hölemann (Brand- und Explosionsschutz) ist Schneider Herausgeber der Fachbuchserie „Wuppertaler Berichte zur Sicherheitstechnik und zum Brand- und Explosionsschutz“.

## Auszeichnungen und Ehrungen
- 1987: Verdienstkreuz am Bande[2]
- 1993: Verdienstkreuz 1. Klasse[2]
- 1999: Verdienstorden des Landes Nordrhein-Westfalen[2]
- 2001: Ehrendoktorwürde des Fachbereichs Sicherheitstechnik an der Bergischen Universität Wuppertal[2]
- 2010: Ehrenvorsitzender Verbandes der Feuerwehren in Nordrhein-Westfalen (VdF)[2]
- 2012: Großes Verdienstkreuz der Bundesrepublik Deutschland[2]

## Werke
- Feuerschutzgesetz Nordrhein-Westfalen : Gesetz über den Feuerschutz und die Hilfeleistung bei Unglücksfällen und öffentlichen Notständen. Kommentar für die Praxis. 4., überarb.  Auflage. Dt. Gemeindeverl, Köln 1991, ISBN 3-555-30323-6.
- Feuerwehr im Strassenverkehr. 2., überarb.  Auflage. Kohlhammer, Stuttgart/Berlin/Köln 1995, ISBN 3-17-013818-9.
- Laufbahn in der Freiwilligen Feuerwehr Nordrhein-Westfalen. Kommentar für die Praxis. 3., neubearb. Auflage. Kohlhammer Dt. Gemeindeverl, Stuttgart 2008, ISBN 978-3-555-30461-8.
- Feuerschutzhilfeleistungsgesetz Nordrhein-Westfalen Kommentar für die Praxis. 8., neubearb. Auflage. Kohlhammer, Stuttgart 2008, ISBN 978-3-555-30462-5.
- Brandschutz-, Hilfeleistungs-, Katastrophenschutzgesetz Nordrhein-Westfalen. Kommentar für die Praxis. 9., erweiterte und überarbeitete Auflage. Kohlhammer, Deutscher Gemeindeverlag, Stuttgart 2016, ISBN 978-3-555-01837-9.